# Heinz Prüfer

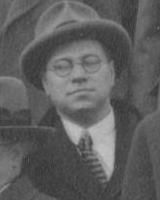
Heinz Prüfer

Ernst Paul Heinz Prüfer (10 november 1896–7 april 1934) was een Duits wiskundige, die werkte op de gebieden van de abelse groepen, de Algebraïsche getallen, de knopentheorie en de Sturm-Liouville-theorie. Zijn promotiebegeleider was Issai Schur.